# كونترا: هارد كوربز
كونترا: هارد كوربز (بالإنجليزية: Contra: Hard Corps) (باليابانية: 魂斗羅 ザ・ハードコア) ، هي لعبة إلكترونية من نوع أقتل واجري ، صدرت عام
1994م ، وتدعم منصة الحصرية لنظام سيجا ميجا درايف.

## وصلة خارجية
- كونترا: هارد كوربز على موبي غيمز